# Seleção Colombiana de Handebol Masculino
A Seleção Colombiana de Handebol Masculino é a equipe que representa a Colômbia nas competições internacionais de handebol organizadas pela Confederação Sul e Centro Americana de Handebol (SCAHC), pela Federação Internacional de Handebol (IHF) e pelo Comitê Olímpico Internacional (COI), e é governada pela Federación Colombiana de Balonmano. 
A Colômbia participou de 4 edições do Campeonato Pan-Americano de Handebol Masculino em 1998, 2002, 2016 e 2018, e de uma edição do Campeonato Mundial das Nações Emergentes da IHF.. 
Participaria do Campeonato Sul e Centro-Americano de Handebol Masculino de 2022, mas acabou desistindo.

## Competições

### Campeonato Sul e Centro-Americano de Handebol Masculino
| Ano  | Fase     | Posição | JG | V | E | D | GF | GS | DF |
| ---- | -------- | ------- | -- | - | - | - | -- | -- | -- |
| 2022 | Desistiu |         |    |   |   |   |    |    |    |

### Campeonato Pan-Americano
| Ano  | Fase                | Posição | JG | V | E | D | GF  | GS  | DF  |
| ---- | ------------------- | ------- | -- | - | - | - | --- | --- | --- |
| 1998 | Disputa do 7º lugar | 8º      | 7  | 1 | 0 | 6 | 143 | 234 | -91 |
| 2002 | Disputa do 7º lugar | 8º      | 5  | 1 | 0 | 4 | 81  | 148 | -67 |
| 2016 | Disputa do 9º lugar | 9º      | 6  | 2 | 0 | 4 | 129 | 190 | -61 |
| 2018 | Disputa do 9º lugar | 9º      | 6  | 2 | 0 | 4 | 149 | 176 | -27 |

### Jogos Pan-Americanos Junior
| Ano       | Fase                | Posição | JG | V | E | D | GF  | GS  | DF  |
| --------- | ------------------- | ------- | -- | - | - | - | --- | --- | --- |
| Cáli 2021 | Disputa do 7º lugar | 7º      | 5  | 1 | 0 | 4 | 145 | 165 | +20 |

### Jogos Centro-Americanos e do Caribe
| Ano               | Fase                | Posição | JG | V | E | D | GF  | GS  | DF  |
| ----------------- | ------------------- | ------- | -- | - | - | - | --- | --- | --- |
| Barranquilla 2018 | Disputa do 5º lugar | 5º      | 5  | 4 | 0 | 1 | 140 | 121 | +19 |

### Copa Caribe de Handebol
. 
| Ano  | Fase                | Posição | JG | V | E | D | GF  | GS  | DF  |
| ---- | ------------------- | ------- | -- | - | - | - | --- | --- | --- |
| 2017 | Disputa do 5º lugar | 6º      | 6  | 1 | 1 | 4 | 139 | 176 | -37 |

### Jogos Bolivarianos
| Ano              | Fase       | Posição | JG | V | E | D | GF  | GS  | DF  |
| ---------------- | ---------- | ------- | -- | - | - | - | --- | --- | --- |
| Santa Marta 2017 | Fase única | 2º      | 4  | 3 | 0 | 1 | 139 | 98  | +41 |
| Valledupar 2022  | Fase única | 3º      | 4  | 2 | 0 | 2 | 124 | 130 | -6  |

### Campeonato das Nações Emergentes da América do Sul e Central da IHF
| Ano  | Fase  | Posição | JG | V | E | D | GF  | GS  | DF   |
| ---- | ----- | ------- | -- | - | - | - | --- | --- | ---- |
| 2018 | Final | Campeão | 6  | 6 | 0 | 0 | 219 | 113 | +106 |

### Jogos Sul-Americanos
| Ano           | Fase                       | Posição | JG | V | E | D | GF | GS  | DF  |
| ------------- | -------------------------- | ------- | -- | - | - | - | -- | --- | --- |
| Medellin 2010 | Fase única                 | 6º      | 4  | 0 | 0 | 4 | 88 | 149 | −61 |
| Santiago 2014 | Torneio de reclassificação | 7º      | 4  | 0 | 0 | 4 | 81 | 130 | -49 |

### Campeonato Mundial das Nações Emergentes da IHF
| Ano  | Fase                | Posição | JG | V | E | D | GF  | GS  | DF |
| ---- | ------------------- | ------- | -- | - | - | - | --- | --- | -- |
| 2019 | Disputa do 5° lugar | 8º      | 5  | 3 | 0 | 2 | 146 | 141 | +5 |